# Sławow wrych
Sławow wrych (bułg. Славов връх) – szczyt w paśmie górskim Riła, w Bułgarii, o wysokości 2304 m n.p.m.